# Clinton Hill (atleta)
Clinton Hill (Johannesburgo, Sudáfrica, 19 de abril de 1980) es un atleta olímpico nacido en Sudáfrica pero de nacionalidad australiana que consiguió la medalla de plata en la prueba de 4x400 metros en pista durante Juegos Olímpicos de Atenas 2004 junto a John Steffensen, Mark Ormrod y Patrick Dwyer.
En el año 2006 consiguió la medalla de oro en los Juegos de la Commonwealth de 2006 celebrados en Melbourne (Australia) en la misma prueba, 4x400 metros.

## Palmarés internacional
| Juegos Olímpicos          | Juegos Olímpicos      | Juegos Olímpicos | Juegos Olímpicos |
| Año                       | Lugar                 | Medalla          | Prueba           |
| ------------------------- | --------------------- | ---------------- | ---------------- |
| 2004                      | Atenas (Grecia)       | Medalla de plata | 4x400 metros     |
| Juegos de la Commonwealth |                       |                  |                  |
| 2006                      | Melbourne (Australia) | Medalla de oro   | 4x400 metros     |